# Gina Choe
Gina Choe (Thôi Chân Na) là người mẫu nửa Triều Tiên và Mĩ cô nổi tiếng qua chương trình America's Next Top Model của mùa thi thứ 6

## Tiểu sử
Gina là người Châu Á thứ hai tham gia cuộc thi mùa thi thứ 3 (trước là Arpil), cô mang trong mình dòng máu của Mĩ và một nửa của Nhật Bản.

## America's Next Top Model
Mặc dù rất nhiệt tình trong cuộc thi nhưng cô lại không mang lại hiệu suất tốt. Từ lúc bắt đầu tuần 1 của cuộc thi cô hầu nhứ mất dần sự tự tin của chính mình, sau những lời khiêu khích của Jade cô lại càng tuột dốc và cô bắt đầu xếp chót vào tuần 3 với Kari, mặc dù hầu hết mọi người và cả chính cô đều cho rằng cô sẽ bị loại nhưng tuy nhiên BGK đã cho Gina thêm một cơ hội cải thiện lại mình và họ quyết định loại Kari. Trong suốt mùa thi, cô cũng nhận được nhiều lời an ủi tốt từ Danielle Evans người chiến thắng mùa này nhưng Gina lại không biểu hiện sự tiến bộ hay chút tự tin nào trong cô và BGK dường như đã chán ngấy Gina, và kết quả là tuần tiếp theo Gina lại xếp chót lần nữa cùng với Brooke và cô bị loại. Tuy bị loại nhưng Gina lại có thêm một bài học quan trọng về sự tự tin Gina đã trở nên trưởng thành và cô vẫn cố gắng đi tiếp con đường mình chọn.